# Hai Tien
Hai Tien (chino: 海天; pinyin: Hǎi Tiān; Wade-Giles: Hai Tien; en español: 'Mar Celestial') fue el segundo buque de la clase Hai Chi de cruceros protegidos y uno de los últimos construidos para la dinastía Qing manchú.

## Hundimiento
El 25 de abril de 1904, el Hai Tien comandado por el futuro almirante Liu Guanxiong, navegaba hacia Shanghai desde Zhifu cuando se vio envuelto en la niebla a la altura de Weihai. El Hai Tien rebasó la entrada del río Yangtsé y chocó contra una roca de pináculo frente a las islas Shengsi, en la bahía de Hangzhou. Su tripulación lo abandonó al anochecer y fue rescatada por buques aduaneros chinos que pasaban por allí. Los intentos de salvar el buque fracasaron, salvo el rescate de sus cañones EOC de 8 pulgadas y calibre 45. Su buque gemelo, el Hai Chi fue el único superviviente de su clase durante el resto de su servicio.